# Pillangógráf
A matematika, azon belül a gráfelmélet területén a pillangógráf (butterfly graph), csokornyakkendő-gráf (bowtie graph) vagy homokóra-gráf (hourglass graph) egy 5 csúccsal és 6 éllel rendelkező irányítatlan síkbarajzolható gráf. Megkonstrukálható a C3 körgráf két kópiájának egy közös csúcsban való összefűzésével, ezért izomorf az F2 barátsággráffal.
A pillangógráf átmérője 2, girthparamétere 3, sugara 1, kromatikus száma 3, élkromatikus száma 4; Euler-körű gráf és egységtávolsággráf. 1-szeresen csúcsösszefüggő és 2-szeresen élösszefüggő.
Az öt csúcsú gráfok közül csak 3 nem graceful címkézhető: ezek egyike a pillangógráf, a másik kettő a C5 körgráf és a K5 teljes gráf.

## Pillangómentes gráfok
Egy gráf pillangómentes, ha nem tartalmazza a pillangógráfot feszített részgráfjaként. A háromszögmentes gráfok mind pillangómentesek, hiszen a pillangó tartalmaz háromszöget.
Egy k-szorosan csúcsösszefüggő gráfban egy él k-összehúzható, ha az él összehúzása egy k-szorosan csúcsösszefüggő gráfot eredményez. Ando, Kaneko, Kawarabayashi és Yoshimoto igazolták, hogy minden k-csúcsösszefüggő pillangómentes gráf rendelkezik k-összehúzható éllel.

## Algebrai tulajdonságok
A pillangógráf automorfizmus-csoportjának rendje 8, izomorf a D4 diédercsoporttal, a négyzet forgatásokat és tükrözéseket is figyelembe vevő szimmetriacsoportjával.
A pillangógráf karakterisztikus polinomja {\displaystyle -(x-1)(x+1)^{2}(x^{2}-x-4)}.

## Fordítás
- Ez a szócikk részben vagy egészben a Butterfly graph című angol Wikipédia-szócikk ezen változatának fordításán alapul.  Az eredeti cikk szerkesztőit annak laptörténete sorolja fel. Ez a jelzés csupán a megfogalmazás eredetét és a szerzői jogokat jelzi, nem szolgál a cikkben szereplő információk forrásmegjelöléseként.